# Volkswagen ID.7
Volkswagen ID.7 - електромобіль німецького автоконцерну Volkswagen, який був представлений 17 квітня 2023 року в рамках Шанхайського автосалону. Він базується на модульній матриці електроприводу (MEB)  і прийшов на зміну авто з ДВЗ Volkswagen Passat.
Його конкурентом є Tesla Model 3.

## Історія

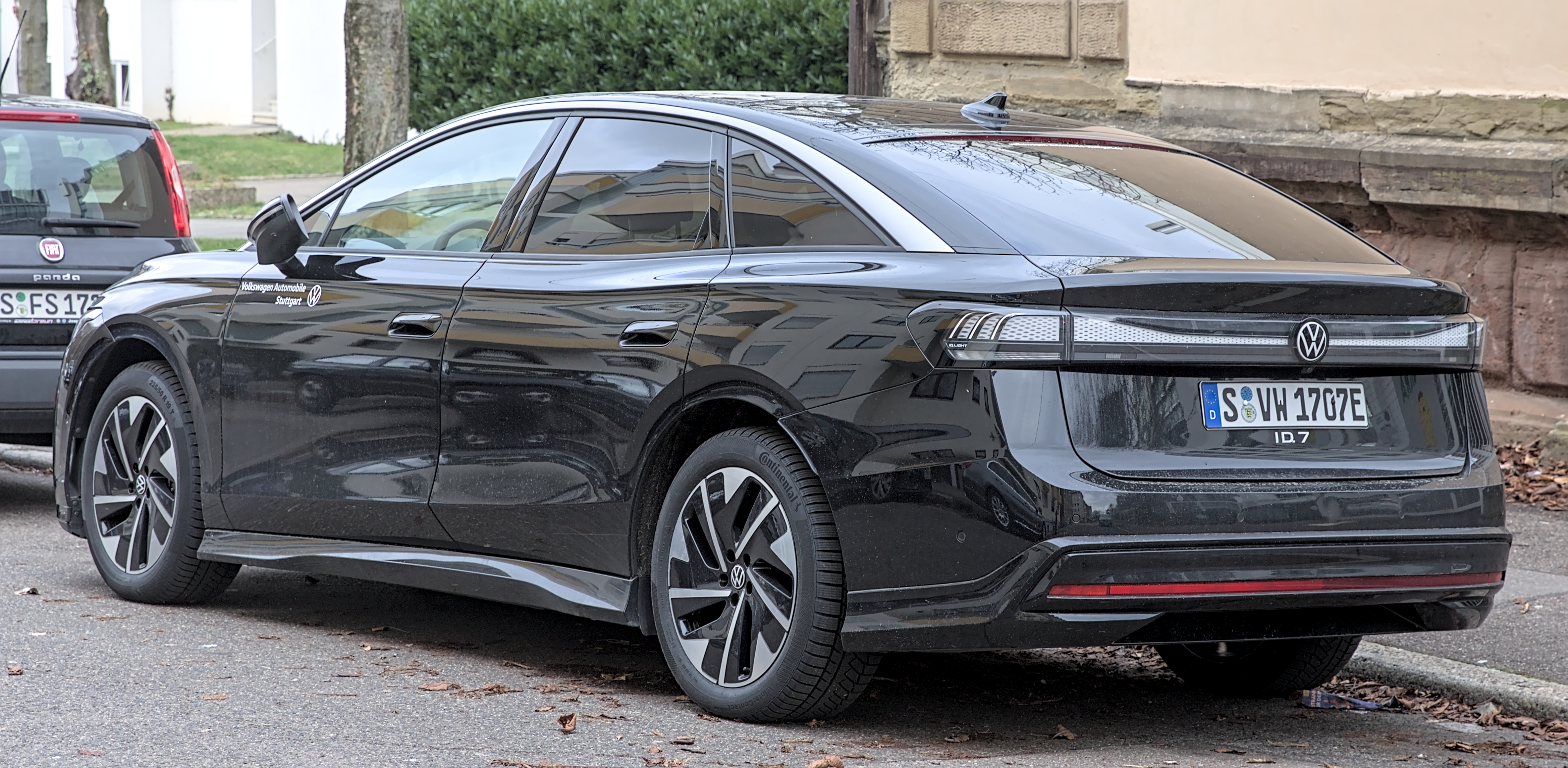

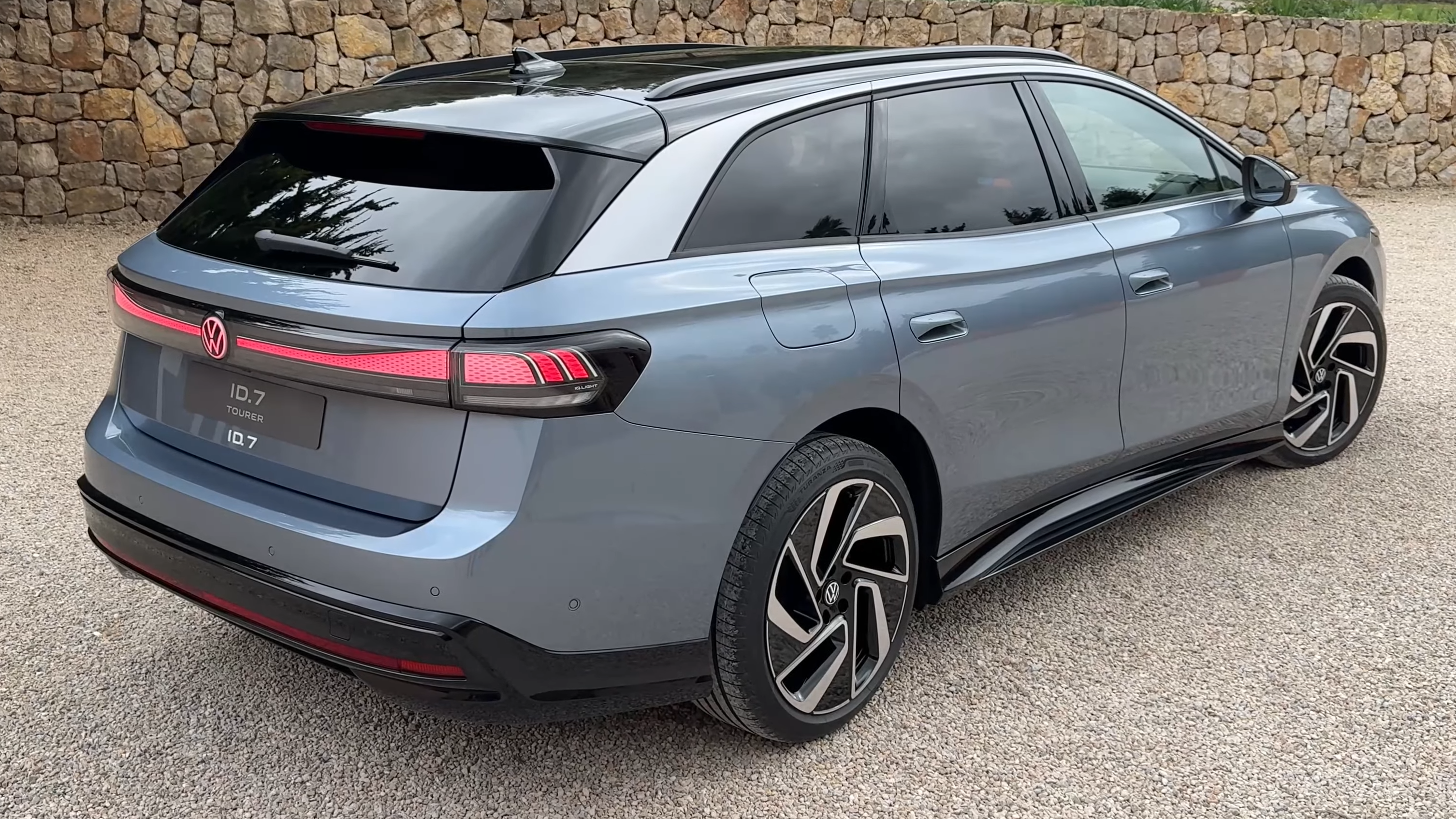
Volkswagen ID.7 Pro S Tourer

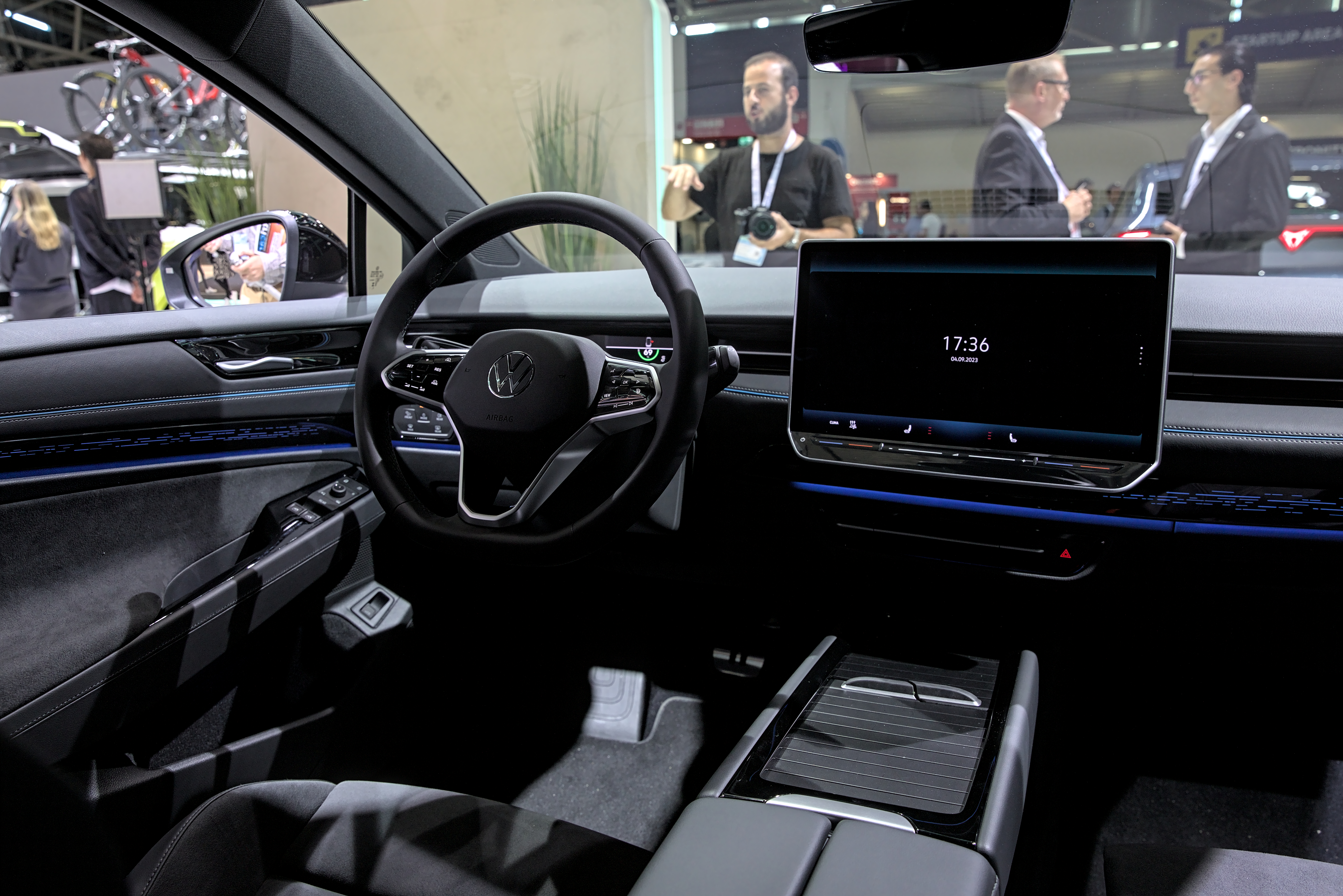

У 2017 році був представлений концепт-кар Volkswagen I.D. Vizzion, однак у червні 2022 року його назва змінилася на Volkswagen ID. Aero. Перший передсерійний екземпляр було представлено у січні 2023 року. Серійний автомобіль буде доступний у Європі та Китаї з осені 2023 року; Вихід на ринок Північної Америки очікується в 2024 році. Автомобіль виготовляється на заводі в Емдені для ринків Європи та Північної Америки, а також у Китаї компаніями FAW-Volkswagen і SAIC-Volkswagen. ID.7 універсал запланований на 2024 рік.
За габаритами автомобіль перевершує Volkswagen Passat та Volkswagen Passat NMS. Колісна база аналогічна Mercedes-Benz W214 та BMW G60. Коефіцієнт аеродинамічного опору автомобіля становить 0,228.
Розміри екрану мультимедійної системи становлять 15 дюймів. Також автомобіль оснащений клімат-контролем. Дефлектори на панелі приладів управляються електрично. Запас ходу складає 700 км.

## Двигун
- ID.7 Pro один електродвигун APP 550 286 к.с. 550 Н·м батарея 77,0 кВт·год, 615 км (WLTP)
- ID.7 Pro S один електродвигун APP 550 286 к.с. 550 Н·м батарея 86,0 кВт·год, 700 км (WLTP)